# Rural Municipality of Argyle No. 1
Die Rural Municipality of Argyle No. 1 (kurz Argyle No. 1) ist eine Landgemeinde (Rural Municipality) im äußersten Südosten der kanadischen Provinz Saskatchewan. Sie hat ihren Verwaltungssitz im Dorf Gainsborough.
Die Gemeinde gehört statistisch zur Saskatchewan Census Division No. 1 und ist Teil der SARM Division No. 1.

## Geographie
Argyle No. 1 liegt in einer Prärielandschaft, am Rande der Ausläufer der Aspen Parklands und wird durch den Highway 18 in Ost-West-Richtung durchquert. Nach Osten grenzt die Gemeinde und die benachbarte Provinz Manitoba und nach Süden an den US-Bundesstaat North Dakota. Westlich liegt die Rural Municipality of Mount Pleasant No. 2, im Nordwesten die Rural Municipality of Reciprocity No. 32 und im Norden die Rural Municipality of Storthoaks No. 31.

## Geschichte
Die Gemeinde wurde am 19. Dezember 1912 eingerichtet (englisch „incorporated“) und gehört damit zu dem älteren der eingerichteten Gemeinden.

## Demographie
Der Zensus im Jahr 2021 ergab für die Gemeinde eine Bevölkerung von 331 Einwohnern, nachdem der Zensus im Jahr 2016 für die Gemeinde eine Bevölkerung von nur 290 Einwohnern ergeben hatte. Die Bevölkerung hat damit im Vergleich zum letzten Zensus im Jahr 2016 über dem Trend in der Provinz um 14,1 % zugenommen, während der Provinzdurchschnitt bei einer Bevölkerungszunahme von 3,1 % lag. Im letzten Zensuszeitraum von 2011 bis 2016 hatte die Bevölkerung auch leicht über dem Trend um 7,4 % zugenommen, bei einer durchschnittlichen Bevölkerungszunahme von 6,3 % in der Provinz.
Im Rahmen des „Census 2021“ wurde für die Gemeinde ein Medianalter von 37,2 Jahren ermittelt. Das Medianalter der Provinz lag 2021 bei 38,8 Jahren. Das örtliche Durchschnittsalter lag bei 37,7 Jahren, bzw. bei 39,8 Jahren in der Provinz. Beim „Census 2016“ wurde für die Gemeinde ein Medianalter von 37,8 Jahren ermittelt und für die Provinz von 37,8 Jahren bzw. ein örtliches Durchschnittsalter von 36,8 Jahren sowie von 39,1 Jahren in der Provinz.

## Gemeinden

### Eigenständige Gemeinden
Innerhalb des Gemeindegebietes gibt es keine eigenständige Gemeinden.

### Nicht eigenständige Gemeinden
Innerhalb des Gemeindegebietes gibt es eine nicht eigenständige Gemeinde:
Villages
- Gainsborough

Außerdem liegen in der Gemeinde weiter unselbständige Siedlungen, sogenannte „unincorporated communities“.